# Atletiek op de Olympische Zomerspelen 1920 – 4×100 meter estafette mannen
Het onderdeel van de 4×100 meter bij de mannen maakte deel uit van het atletiekprogramma van de Olympische Zomerspelen van 1920 in de Belgische stad Antwerpen. Het onderdeel vond plaats op 21 en 22 augustus 1920 in het Olympisch Stadion en werd gewonnen door de Amerikanen Morris Kirksey, Loren Murchison, Charley Paddock en Jackson Scholz. Frankrijk behaalde de zilveren medaille en Zweden de bronzen medaille. Er namen 52 lopers deel uit dertien landen.

## Records
Dit waren de geldende wereld- en olympische records voorafgaand aan de Olympische Zomerspelen van 1920:
| Record           | Recordtijd | Recordhouder      | Recordhouder                                  | Plaats    | Datum       |
| ---------------- | ---------- | ----------------- | --------------------------------------------- | --------- | ----------- |
| Wereldrecord     | 42,3 s     | Duitse Keizerrijk | Otto Röhr Max Herrmann Erwin Kern Richard Rau | Stockholm | 8 juli 1912 |
| Olympisch record | 42,3 s     | Duitse Keizerrijk | Otto Röhr Max Herrmann Erwin Kern Richard Rau | Stockholm | 8 juli 1912 |

In de finale vestigden de Verenigde Staten een wereldrecord van 42,2 seconden.

## Tijdschema
| Datum                     | Uur   |              |
| ------------------------- | ----- | ------------ |
| zaterdag 21 augustus 1920 | 14:30 | eerste ronde |
| zondag 22 augustus 1920   | 14:45 | finale       |

## Resultaten

### Eerste ronde

#### Reeks 1
| Positie | Land | Deelnemers                                                                | Tijd | Notitie |
| ------- | ---- | ------------------------------------------------------------------------- | ---- | ------- |
| 1       | USA  | Charley Paddock, Jackson Scholz, Loren Murchison, Morris Kirksey          | 43,0 | Q       |
| 2       | LUX  | Jean Colbach, Paul Hammer, Jean Proess, Alex Servais                      | 44,4 | Q       |
| 3       | ESP  | Félix Mendizábal, Diego Ordóñez, Carlos Botín, Federico Reparez           | 44,6 |         |
| —       | NOR  | Bjarne Guldager, Asle Bækkedal, Rolf Stenersen, Erling Aastad             | DSQ  |         |
| —       | ITA  | Vittorio Zucca, Giovanni-Battista Orlandi, Giorgio Croci, Mario Riccoboni | DSQ  |         |

#### Reeks 2
| Positie | Land | Deelnemers                                                       | Tijd | Notitie |
| ------- | ---- | ---------------------------------------------------------------- | ---- | ------- |
| 1       | FRA  | René Lorain, René Tirard, René Mourlon, Émile Ali-Khan           | 43,0 | Q       |
| 2       | GBR  | William Hill, Harold Abrahams, Denis Black, Victor d'Arcy        | 43,3 | Q       |
| 3       | NED  | Albert Heijnneman, Jan de Vries, Harry van Rappard, Cor Wezepoel | 43,5 |         |
| 4       | BEL  | Max Houben, Julien Lehouck, Omer Smet, Paul Brochart             | 43,7 |         |

#### Reeks 3
| Positie | Land | Deelnemers                                                         | Tijd | Notitie |
| ------- | ---- | ------------------------------------------------------------------ | ---- | ------- |
| 1       | SWE  | Agne Holmström, William Petersson, Sven Malm, Nils Sandström       | 43,4 | Q       |
| 2       | DEN  | Henri Thorsen, Fritiof Andersen, August Sørensen, Marinus Sørensen | 43,8 | Q       |
| 3       | RSA  | Jack Oosterlaak, Willie Bukes, Henry Dafel, Francis Irvine         | 44,4 |         |
| 4       | SUI  | August Waibel, Walter Leibundgut, Adolf Rysler, Josef Imbach       | 44,2 |         |

### Finale
| Positie | Land | Deelnemers                                                         | Tijd    |
| ------- | ---- | ------------------------------------------------------------------ | ------- |
| 1       | USA  | Charley Paddock, Jackson Scholz, Loren Murchison, Morris Kirksey   | 42,2 WR |
| 2       | FRA  | René Lorain, René Tirard, René Mourlon, Émile Ali-Khan             | 42,5    |
| 3       | SWE  | Agne Holmström, William Petersson, Sven Malm, Nils Sandström       | 42,8    |
| 4       | GBR  | William Hill, Harold Abrahams, Denis Black, Victor d'Arcy          | 43,0    |
| 5       | DEN  | Henri Thorsen, Fritiof Andersen, August Sørensen, Marinus Sørensen | 43,3    |
| 6       | LUX  | Jean Colbach, Paul Hammer, Jean Proess, Alex Servais               | 43,6    |

1912: Jacobs, Macintosh, d'Arcy, Applegarth ·
1920: Paddock, Scholz, Murchison, Kirksey ·
1924: Clarke, Hussey, Leconey, Murchison ·
1928: Wykoff, Quinn, Borah, Russell ·
1932: Kiesel, Toppino, Dyer, Wykoff ·
1936: Owens, Metcalfe, Draper, Wykoff ·
1948: Ewell, Wright, Dillard, Patton ·
1952: Smith, Dillard, Remigino, Stanfield ·
1956: Murchison, King, Baker, Morrow ·
1960: Cullmann, Hary, Mahlendorf, Lauer ·
1964: Drayton, Ashworth, Stebbins, Hayes ·
1968: Greene, Pender, Smith, Hines ·
1972: Black, Taylor, Tinker, Hart ·
1976: Glance, Jones, Hampton, Riddick ·
1980: Moeravjov, Sidorov, Prokofjev, Aksinin ·
1984: Graddy, Brown, Smith, Lewis ·
1988: Bryzgin, Krylov, Moeravjov, Savin ·
1992: Marsh, Burrell, Mitchell, Lewis ·
1996: Esmie, Gilbert, Surin, Bailey ·
2000: Drummond, Williams, Lewis, Greene ·
2004: Gardener, Campbell, Devonish, Lewis-Francis ·
2008: Bledman, Burns, Callender, Thompson ·
2012: Carter, Frater, Blake, Bolt ·
2016: Powell, Blake, Ashmeade, Bolt ·
2020: Desalu, Jacobs, Patta, Tortu ·
2024: Brown, Blake, Rodney, De Grasse